# Saison 2019-2020 de Manchester United
Maillots
Chronologie
Saison précédente Saison suivante
La saison 2019-2020 du Manchester United Football Club est la 28e saison du club en Premier League et la 45e saison consécutive dans la première division anglaise.

## Avant-saison
Le club mancunien dispute six matchs amicaux : Perth Glory et Leeds United à Perth (Australie), FC Internazionale Milano à Singapour, Tottenham Hotspur à Shanghai (Chine), l'AC Milan à Cardiff (Pays de Gales) et un match en Norvége contre Kristiansund BK.

## Transferts

### Transferts estivaux
| Nom                       | Nationalité    | Poste     | Transfert                  | Provenance/Destination | Division             |
| ------------------------- | -------------- | --------- | -------------------------- | ---------------------- | -------------------- |
| Arrivées                  |                |           |                            |                        |                      |
| Harry Maguire             | Angleterre     | Défenseur | Transfert (93 M€) (6 ans)  | Leicester City         | Premier League       |
| Aaron Wan-Bissaka         | Angleterre     | Défenseur | Transfert (55 M€) (5 ans)  | Crystal Palace         | Premier League       |
| Daniel James              | Pays de Galles | Milieu    | Transfert (17 M€) (5 ans)  | Swansea City           | Championship         |
| Axel Tuanzebe             | Angleterre     | Défenseur | Retour de prêt             | Aston Villa            | Championship         |
| Dean Henderson            | Angleterre     | Gardien   | Retour de prêt             | Sheffield United       | Premier League       |
| Joel Pereira              | Portugal       | Gardien   | Retour de prêt             | Vitória Setúbal        | Liga NOS             |
| Kieran O'Hara             | Irlande        | Gardien   | Retour de prêt             | Macclesfield Town      | League Two           |
| Timothy Fosu-Mensah       | Pays-Bas       | Défenseur | Retour de prêt             | Fulham                 | Championship         |
| Cameron Borthwick-Jackson | Angleterre     | Défenseur | Retour de prêt             | Scunthorpe United      | League Two           |
| Départs                   |                |           |                            |                        |                      |
| Romelu Lukaku             | Belgique       | Attaquant | Transfert (70 M€) (5 ans)  | Inter Milan            | Serie A              |
| Matteo Darmian            | Italie         | Défenseur | Transfert (1.5 M€) (4 ans) | Parme Calcio           | Serie A              |
| Sam Johnstone             | Angleterre     | Gardien   | Transfert libre            | West Bromwich Albion   | Championship         |
| Matty Willock             | Angleterre     | Milieu    | Transfert Libre            | Gillingham             | League One           |
| Ander Herrera             | Espagne        | Milieu    | Fin de contrat             | Paris Saint-Germain    | Ligue 1              |
| Antonio Valencia          | Équateur       | Défenseur | Fin de contrat,            | LDU Quito              | Serie A              |
| James Wilson              | Écosse         | Attaquant | Option d'achat levé        | Aberdeen FC            | Scottish Premiership |
| Joel Pereira              | Portugal       | Gardien   | Prêt sans OA               | Heart of Midlothian    | Scottish Premiership |
| Chris Smalling            | Angleterre     | Défenseur | Prêt avec OA               | AS Roma                | Serie A              |
| Alexis Sánchez            | Chili          | Attaquant | Prêt avec OA               | Inter Milan            | Serie A              |
| Cameron Borthwick-Jackson | Angleterre     | Défenseur | Prêt sans OA               | Tranmere Rovers        | League One           |

### Transferts hivernaux
| Nom             | Nationalité | Poste     | Transfert                         | Provenance/Destination     | Division             |
| --------------- | ----------- | --------- | --------------------------------- | -------------------------- | -------------------- |
| Arrivées        |             |           |                                   |                            |                      |
| Bruno Fernandes | Portugal    | Milieu    | Transfert (55 M€) (5 ans et demi) | Sporting CP                | Liga NOS             |
| Odion Ighalo    | Nigeria     | Attaquant | Prêt sans OA (6 mois)             | Shanghai Greenland Shenhua | Chinese Super League |
| Départs         |             |           |                                   |                            |                      |
| Ashley Young    | Angleterre  | Défenseur | Transfert (1.5 M€) (6 mois)       | Inter Milan                | Serie A              |
| Marcos Rojo     | Argentine   | Défenseur | Prêt                              | Estudiantes                | Primera División     |

## Compétitions
| Premier League      | FA Cup                               | League Cup                                        | Ligue Europa                          |
| ------------------- | ------------------------------------ | ------------------------------------------------- | ------------------------------------- |
| 3e places 66 points | 1/2 finale Face à Chelsea FC (1 - 3) | 1/2 finale Face à Manchester City (3 - 1) (1 - 0) | 1/2 finale Face au Séville FC (2 - 1) |
| 18V 12N 8D          | 4V 1N 1D                             | 3V 1N 1D                                          | 8V 2N 2D                              |
| TOTAL : 33V 16N 12D |                                      |                                                   |                                       |

### Classement
| Rang | Équipe                | Pts | J  | G  | N  | P  | Bp  | Bc | Diff | Qualification ou relégation                                      |
| ---- | --------------------- | --- | -- | -- | -- | -- | --- | -- | ---- | ---------------------------------------------------------------- |
| 1    | Liverpool FC          | 99  | 38 | 32 | 3  | 3  | 85  | 33 | +52  | Qualification pour la phase de groupes de la Ligue des champions |
| 2    | Manchester City T S L | 81  | 38 | 26 | 3  | 9  | 102 | 35 | +67  | Qualification pour la phase de groupes de la Ligue des champions |
| 3    | Manchester United     | 66  | 38 | 18 | 12 | 8  | 66  | 36 | +30  | Qualification pour la phase de groupes de la Ligue des champions |
| 4    | Chelsea FC            | 66  | 38 | 20 | 6  | 12 | 69  | 54 | +15  | Qualification pour la phase de groupes de la Ligue des champions |
| 5    | Leicester City        | 62  | 38 | 18 | 8  | 12 | 67  | 41 | +26  | Qualification pour la phase de groupes de la Ligue Europa        |

1. ↑  Manchester City a été banni de toutes les compétitions interclubs de l'UEFA pour les saisons 2020-2021 et 2021-2022 par l'instance de contrôle financier des clubs de l'UEFA depuis le 14 février 2020 en raison de violations du Fair-play financier.[21] La décision a été portée en appel devant le Tribunal arbitral du sport (TAS) depuis le 26 février 2020.[22]. Le 13 juillet 2020, le TAS décide d'annuler la suspension du fair-play financier mais le club doit payer une amende de 10 millions d'euros[23]

#### Évolution du classement et des résultats
| Journée  | 1 | 2 | 3 | 4 | 5 | 6 | 7  | 8  | 9  | 10 | 11 | 12 | 13 | 14 | 15 | 16 | 17 | 18 | 19 | 20 | 21 | 22 | 23 | 24 | 25 | 26 | 27 | 28 | 29 | 30 | 31 | 32 | 33 | 34 | 35 | 36 | 37 | 38 | Journées en tête |
| -------- | - | - | - | - | - | - | -- | -- | -- | -- | -- | -- | -- | -- | -- | -- | -- | -- | -- | -- | -- | -- | -- | -- | -- | -- | -- | -- | -- | -- | -- | -- | -- | -- | -- | -- | -- | -- | ---------------- |
| Rang     | 2 | 4 | 5 | 5 | 4 | 8 | 10 | 12 | 12 | 7  | 10 | 7  | 9  | 9  | 7  | 5  | 6  | 8  | 7  | 5  | 5  | 5  | 5  | 5  | 7  | 7  | 5  | 5  | 5  | 5  | 5  | 5  | 5  | 5  | 5  | 5  | 3  | 3  | 0                |
| Résultat | V | N | D | N | V | D | N  | D  | N  | V  | D  | V  | N  | N  | V  | V  | N  | D  | V  | V  | D  | V  | D  | D  | N  | V  | V  | N  | V  | N  | V  | V  | V  | V  | N  | V  | N  | V  | —                |

### Ligue Europa
| Rang | Équipe            | Pts | J | G | N | P | Bp | Bc | Diff |  | Résultats (▼ dom., ► ext.) |     |     |     |     |
| ---- | ----------------- | --- | - | - | - | - | -- | -- | ---- |  | -------------------------- | --- | --- | --- | --- |
| 1    | Manchester United | 13  | 6 | 4 | 1 | 1 | 10 | 2  | +8   |  | Manchester United          |     | 4-0 | 3-0 | 1-0 |
| 2    | AZ Alkmaar        | 9   | 6 | 2 | 3 | 1 | 15 | 8  | +7   |  | AZ Alkmaar                 | 0-0 |     | 2-2 | 6-0 |
| 3    | Partizan Belgrade | 8   | 6 | 2 | 2 | 2 | 10 | 10 | 0    |  | Partizan Belgrade          | 0-1 | 2-2 |     | 4-1 |
| 4    | FK Astana         | 3   | 6 | 1 | 0 | 5 | 4  | 19 | -15  |  | FK Astana                  | 2-1 | 0-5 | 1-2 |     |

### Statistiques collectives
| Compétition        | Débute au tour           | Termine    | Matches joués | Gagnés | Nuls | Perdus | Buts pour | Buts contre | Différence |
| ------------------ | ------------------------ | ---------- | ------------- | ------ | ---- | ------ | --------- | ----------- | ---------- |
| Premier League     | -                        | 3e         | 38            | 18     | 12   | 8      | 66        | 36          | +30        |
| Coupe d'Angleterre | 3e tour (1/32 de finale) | 1/2 finale | 6             | 4      | 1    | 1      | 13        | 4           | +9         |
| Coupe de la Ligue  | 1/16 de finale           | 1/2 finale | 5             | 3      | 1    | 1      | 8         | 5           | +3         |
| Ligue Europa       | Phase de groupe          | 1/2 finale | 12            | 8      | 2    | 2      | 25        | 6           | +19        |
| Total              | Total                    | Total      | 61            | 33     | 16   | 12     | 112       | 51          | +61        |

### Statistiques individuelles
| N  | P | Nat.            | Nom                 | Premier League | Premier League | Premier League | FA Cup | FA Cup      | FA Cup         | League Cup | League Cup  | League Cup     | Ligue Europa | Ligue Europa | Ligue Europa   | Total | Total       | Total          |
| N  | P | Nat.            | Nom                 | MJ             | But inscrit    | Passe décisive | MJ     | But inscrit | Passe décisive | MJ         | But inscrit | Passe décisive | MJ           | But inscrit  | Passe décisive | MJ    | But inscrit | Passe décisive |
| -- | - | --------------- | ------------------- | -------------- | -------------- | -------------- | ------ | ----------- | -------------- | ---------- | ----------- | -------------- | ------------ | ------------ | -------------- | ----- | ----------- | -------------- |
| 1  | G | Espagne         | David de Gea        | 38             | 0              | 0              | 1      | 0           | 0              | 2          | 0           | 0              | 2            | 0            | 0              | 43    | 0           | 0              |
| 13 | G | Angleterre      | Lee Grant           | 0              | 0              | 0              | 0      | 0           | 0              | 0          | 0           | 0              | 1            | 0            | 0              | 1     | 0           | 0              |
| 22 | G | Argentine       | Sergio Romero       | 0              | 0              | 0              | 5      | 0           | 0              | 3          | 0           | 0              | 9            | 0            | 0              | 17    | 0           | 0              |
| 2  | D | Suède           | Victor Lindelöf     | 35             | 1              | 0              | 5      | 0           | 1              | 3          | 0           | 0              | 4            | 0            | 0              | 47    | 1           | 1              |
| 3  | D | Côte d'Ivoire   | Éric Bailly         | 4              | 0              | 0              | 3      | 0           | 0              | 0          | 0           | 0              | 4            | 0            | 0              | 11    | 0           | 0              |
| 4  | D | Angleterre      | Phil Jones          | 2              | 0              | 0              | 1      | 1           | 0              | 2          | 0           | 0              | 3            | 0            | 0              | 8     | 1           | 0              |
| 5  | D | Angleterre      | Harry Maguire       | 38             | 1              | 1              | 5      | 2           | 1              | 3          | 0           | 0              | 9            | 0            | 0              | 55    | 3           | 1              |
| 16 | D | Argentine       | Marcos Rojo         | 3              | 0              | 0              | 0      | 0           | 0              | 2          | 0           | 0              | 4            | 0            | 0              | 9     | 0           | 0              |
| 18 | D | Angleterre      | Ashley Young        | 12             | 0              | 0              | 1      | 0           | 0              | 2          | 0           | 0              | 3            | 1            | 0              | 18    | 1           | 0              |
| 20 | D | Portugal        | Diogo Dalot         | 4              | 0              | 0              | 4      | 1           | 0              | 0          | 0           | 0              | 3            | 0            | 0              | 11    | 1           | 0              |
| 23 | D | Angleterre      | Luke Shaw           | 24             | 0              | 0              | 3      | 1           | 1              | 2          | 0           | 0              | 4            | 0            | 1              | 33    | 1           | 2              |
| 24 | D | Pays-Bas        | Timothy Fosu-Mensah | 3              | 0              | 0              | 1      | 0           | 0              | 0          | 0           | 0              | 2            | 0            | 0              | 6     | 0           | 0              |
| 29 | D | Angleterre      | Aaron Wan-Bissaka   | 35             | 0              | 4              | 2      | 0           | 0              | 4          | 0           | 0              | 5            | 0            | 0              | 46    | 0           | 4              |
| 38 | D | Angleterre      | Axel Tuanzebe       | 5              | 0              | 0              | 0      | 0           | 0              | 2          | 0           | 0              | 3            | 0            | 0              | 10    | 0           | 0              |
| 41 | D | Angleterre      | Ethan Laird         | 0              | 0              | 0              | 0      | 0           | 0              | 0          | 0           | 0              | 2            | 0            | 0              | 2     | 0           | 0              |
| 53 | D | Angleterre      | Brandon Williams    | 17             | 1              | 0              | 6      | 0           | 0              | 5          | 0           | 0              | 8            | 0            | 0              | 36    | 1           | 0              |
| 58 | D | Angleterre      | DI'Shon Bernard     | 0              | 0              | 0              | 0      | 0           | 0              | 0          | 0           | 0              | 1            | 0            | 0              | 1     | 0           | 0              |
| 71 | D | Angleterre      | Teden Mengi         | 0              | 0              | 0              | 0      | 0           | 0              | 0          | 0           | 0              | 1            | 0            | 0              | 1     | 0           | 0              |
| 6  | M | France          | Paul Pogba          | 16             | 1              | 3              | 2      | 0           | 0              | 1          | 0           | 0              | 3            | 0            | 0              | 22    | 1           | 3              |
| 8  | M | Espagne         | Juan Mata           | 19             | 0              | 2              | 4      | 1           | 0              | 3          | 0           | 0              | 11           | 2            | 5              | 37    | 3           | 7              |
| 14 | M | Angleterre      | Jesse Lingard       | 22             | 1              | 0              | 4      | 1           | 0              | 5          | 0           | 1              | 9            | 2            | 0              | 40    | 4           | 1              |
| 15 | M | Brésil          | Andreas Pereira     | 25             | 1              | 3              | 4      | 0           | 1              | 5          | 0           | 0              | 6            | 1            | 0              | 40    | 2           | 4              |
| 17 | M | Brésil          | Fred                | 29             | 0              | 0              | 5      | 0           | 0              | 4          | 0           | 0              | 9            | 2            | 4              | 47    | 2           | 4              |
| 18 | M | Portugal        | Bruno Fernandes     | 14             | 8              | 7              | 3      | 1           | 0              | 0          | 0           | 0              | 5            | 3            | 4              | 22    | 12          | 11             |
| 21 | M | Pays de Galles  | Daniel James        | 33             | 3              | 6              | 3      | 0           | 0              | 4          | 0           | 0              | 6            | 1            | 0              | 46    | 4           | 6              |
| 28 | M | Angleterre      | Angel Gomes         | 2              | 0              | 0              | 0      | 0           | 0              | 1          | 0           | 0              | 3            | 0            | 0              | 6     | 0           | 0              |
| 31 | M | Serbie          | Nemanja Matić       | 21             | 0              | 2              | 5      | 0           | 0              | 3          | 1           | 1              | 5            | 0            | 0              | 33    | 1           | 3              |
| 37 | M | Angleterre      | James Garner        | 1              | 0              | 0              | 0      | 0           | 0              | 1          | 0           | 0              | 4            | 0            | 0              | 6     | 0           | 0              |
| 39 | M | Écosse          | Scott McTominay     | 27             | 4              | 1              | 2      | 0           | 0              | 1          | 0           | 0              | 7            | 1            | 0              | 37    | 5           | 1              |
| 44 | M | Pays-Bas        | Tahith Chong        | 3              | 0              | 0              | 2      | 0           | 0              | 1          | 0           | 0              | 6            | 0            | 2              | 12    | 0           | 2              |
| 54 | M | Irlande du Nord | Ethan Galbraith     | 0              | 0              | 0              | 0      | 0           | 0              | 0          | 0           | 0              | 1            | 0            | 0              | 1     | 0           | 0              |
| 63 | M | Pays de Galles  | Dylan Levitt        | 0              | 0              | 0              | 0      | 0           | 0              | 0          | 0           | 0              | 1            | 0            | 0              | 1     | 0           | 0              |
| 9  | A | France          | Anthony Martial     | 32             | 17             | 6              | 5      | 1           | 3              | 4          | 1           | 0              | 7            | 4            | 0              | 48    | 23          | 9              |
| 10 | A | Angleterre      | Marcus Rashford     | 31             | 17             | 7              | 4      | 0           | 0              | 3          | 4           | 1              | 6            | 1            | 0              | 44    | 22          | 8              |
| 25 | A | Nigeria         | Odion Ighalo        | 11             | 0              | 0              | 3      | 3           | 0              | 0          | 0           | 0              | 5            | 2            | 1              | 19    | 5           | 1              |
| 26 | A | Angleterre      | Mason Greenwood     | 31             | 10             | 1              | 5      | 1           | 0              | 4          | 1           | 1              | 9            | 5            | 1              | 49    | 17          | 3              |
| 49 | A | Angleterre      | D'Mani Mellor       | 0              | 0              | 0              | 0      | 0           | 0              | 0          | 0           | 0              | 1            | 0            | 0              | 1     | 0           | 0              |
| 59 | A | Belgique        | Largie Ramazani     | 0              | 0              | 0              | 0      | 0           | 0              | 0          | 0           | 0              | 1            | 0            | 0              | 1     | 0           | 0              |

### Discipline
| N  | P | Nat.            | Nom                 | Premier League | Premier League | FA Cup | FA Cup       | League Cup | League Cup   | Ligue Europa | Ligue Europa | Total  | Total        |
| N  | P | Nat.            | Nom                 | Averti         | Carton rouge   | Averti | Carton rouge | Averti     | Carton rouge | Averti       | Carton rouge | Averti | Carton rouge |
| -- | - | --------------- | ------------------- | -------------- | -------------- | ------ | ------------ | ---------- | ------------ | ------------ | ------------ | ------ | ------------ |
| 1  | G | Espagne         | David de Gea        | 2              | 0              | 0      | 0            | 0          | 0            | 0            | 0            | 2      | 0            |
| 13 | G | Angleterre      | Lee Grant           | 0              | 0              | 0      | 0            | 0          | 0            | 0            | 0            | 0      | 0            |
| 22 | G | Argentine       | Sergio Romero       | 0              | 0              | 0      | 0            | 0          | 0            | 0            | 0            | 0      | 0            |
| 2  | D | Suède           | Victor Lindelöf     | 6              | 0              | 0      | 0            | 0          | 0            | 0            | 0            | 6      | 0            |
| 3  | D | Côte d'Ivoire   | Éric Bailly         | 0              | 0              | 1      | 0            | 0          | 0            | 1            | 0            | 2      | 0            |
| 4  | D | Angleterre      | Phil Jones          | 0              | 0              | 1      | 0            | 0          | 0            | 1            | 0            | 2      | 0            |
| 5  | D | Angleterre      | Harry Maguire       | 6              | 0              | 1      | 0            | 0          | 0            | 3            | 0            | 10     | 0            |
| 16 | D | Argentine       | Marcos Rojo         | 1              | 0              | 0      | 0            | 0          | 0            | 0            | 0            | 1      | 0            |
| 18 | D | Angleterre      | Ashley Young        | 5              | 0              | 1      | 0            | 1          | 0            | 1            | 0            | 8      | 0            |
| 20 | D | Portugal        | Diogo Dalot         | 0              | 0              | 0      | 0            | 0          | 0            | 0            | 0            | 0      | 0            |
| 23 | D | Angleterre      | Luke Shaw           | 6              | 0              | 1      | 0            | 0          | 0            | 1            | 0            | 9      | 0            |
| 24 | D | Pays-Bas        | Timothy Fosu-Mensah | 1              | 0              | 0      | 0            | 0          | 0            | 0            | 0            | 1      | 0            |
| 29 | D | Angleterre      | Aaron Wan-Bissaka   | 8              | 0              | 0      | 0            | 1          | 0            | 0            | 0            | 10     | 0            |
| 38 | D | Angleterre      | Axel Tuanzebe       | 0              | 0              | 0      | 0            | 0          | 0            | 0            | 0            | 0      | 0            |
| 41 | D | Angleterre      | Ethan Laird         | 0              | 0              | 0      | 0            | 0          | 0            | 0            | 0            | 0      | 0            |
| 53 | D | Angleterre      | Brandon Williams    | 6              | 0              | 1      | 0            | 2          | 0            | 1            | 0            | 9      | 0            |
| 58 | D | Angleterre      | DI'Shon Bernard     | 0              | 0              | 0      | 0            | 0          | 0            | 0            | 0            | 0      | 0            |
| 71 | D | Angleterre      | Teden Mengi         | 0              | 0              | 0      | 0            | 0          | 0            | 0            | 0            | 0      | 0            |
| 6  | M | France          | Paul Pogba          | 1              | 0              | 1      | 0            | 0          | 0            | 0            | 0            | 2      | 0            |
| 8  | M | Espagne         | Juan Mata           | 1              | 0              | 0      | 0            | 0          | 0            | 0            | 0            | 1      | 0            |
| 14 | M | Angleterre      | Jesse Lingard       | 3              | 0              | 0      | 0            | 1          | 0            | 1            | 0            | 4      | 0            |
| 15 | M | Brésil          | Andreas Pereira     | 3              | 0              | 0      | 0            | 0          | 0            | 1            | 0            | 4      | 0            |
| 17 | M | Brésil          | Fred                | 8              | 0              | 1      | 0            | 2          | 0            | 1            | 0            | 12     | 0            |
| 18 | M | Portugal        | Bruno Fernandes     | 2              | 0              | 1      | 0            | 0          | 0            | 0            | 0            | 3      | 0            |
| 21 | M | Pays de Galles  | Daniel James        | 4              | 0              | 0      | 0            | 0          | 0            | 0            | 0            | 4      | 0            |
| 28 | M | Angleterre      | Angel Gomes         | 0              | 0              | 0      | 0            | 0          | 0            | 0            | 0            | 0      | 0            |
| 31 | M | Serbie          | Nemanja Matić       | 2              | 0              | 0      | 0            | 1          | 1            | 0            | 0            | 3      | 1            |
| 37 | M | Angleterre      | James Garner        | 0              | 0              | 0      | 0            | 0          | 0            | 0            | 0            | 0      | 0            |
| 39 | M | Écosse          | Scott McTominay     | 2              | 0              | 0      | 0            | 1          | 0            | 0            | 0            | 3      | 0            |
| 44 | M | Pays-Bas        | Tahith Chong        | 0              | 0              | 0      | 0            | 0          | 0            | 0            | 0            | 0      | 0            |
| 54 | M | Irlande du Nord | Ethan Galbraith     | 0              | 0              | 0      | 0            | 0          | 0            | 0            | 0            | 0      | 0            |
| 63 | M | Pays de Galles  | Dylan Levitt        | 0              | 0              | 0      | 0            | 0          | 0            | 1            | 0            | 1      | 0            |
| 9  | A | France          | Anthony Martial     | 1              | 0              | 0      | 0            | 0          | 0            | 0            | 0            | 1      | 0            |
| 10 | A | Angleterre      | Marcus Rashford     | 3              | 0              | 0      | 0            | 0          | 0            | 1            | 0            | 4      | 0            |
| 25 | A | Nigeria         | Odion Ighalo        | 0              | 0              | 0      | 0            | 0          | 0            | 0            | 0            | 0      | 0            |
| 26 | A | Angleterre      | Mason Greenwood     | 0              | 0              | 0      | 0            | 0          | 0            | 0            | 0            | 0      | 0            |
| 49 | A | Angleterre      | D'Mani Bughail      | 0              | 0              | 0      | 0            | 0          | 0            | 0            | 0            | 0      | 0            |
| 59 | A | Belgique        | Largie Ramazani     | 0              | 0              | 0      | 0            | 0          | 0            | 0            | 0            | 0      | 0            |

### Récompenses et distinctions
Chaque mois, les internautes votent sur le site du club pour élire, parmi plusieurs propositions, le meilleur joueur de l'équipe.
| Mois      | Premier         | %    | Deuxième          | %    | Troisième       | %    |
| --------- | --------------- | ---- | ----------------- | ---- | --------------- | ---- |
| Août      | Daniel James    | 61 % | Aaron Wan-Bissaka | 36 % | Harry Maguire   | 3 %  |
| Septembre | Scott McTominay | 48 % | Mason Greenwood   | 30 % | Daniel James    | 22 % |
| Octobre   | Scott McTominay | 48 % | Marcus Rashford   | 39 % | Daniel James    | 13 % |
| Novembre  | Marcus Rashford | 53 % | Brandon Williams  | 37 % | Mason Greenwood | 10 % |
| Décembre  | Marcus Rashford | 40 % | Fred              | 37 % | Mason Greenwood | 23 % |
| Janvier   | Fred            | 51 % | Brandon Williams  | 23 % | Harry Maguire   | 14 % |
| Février   | Bruno Fernandes | 80 % | Anthony Martial   | 14 % | Luke Shaw       | 8 %  |
| Mars      | Bruno Fernandes |      |                   |      |                 |      |
| Juin      | Bruno Fernandes | 64 % | Nemanja Matić     | 20 % | Anthony Martial | 16 % |
| Juillet   | Mason Greenwood | 46 % | Anthony Martial   | 28 % | Bruno Fernandes | 26 % |
| Août      | Bruno Fernandes | 48 % | Anthony Martial   | 44 % | Fred            | 8 %  |

- Joueur(s) élu(s) joueur du mois en Premier League :  Bruno Fernandes (février 2020, juin 2020)